# Primetime Emmy Award de la meilleure photographie
Le Primetime Emmy Award de la meilleure photographie (Primetime Emmy Award for best cinematography) désigne des catégories des Primetime Emmy Awards récompensant les chefs opérateurs à la télévision.
La récompense faisant partie des catégories techniques, elle n'est pas remise lors de la soirée principale mais lors des Creative Arts Emmy Award.

## Catégories
La principale distinction entre les catégories de série est celle du dispositif entre les photographies à caméra unique (en) et avec une configuration à multiples caméras (en) (ce dernier procédé facilite les montages et est très utilisé notamment lors des sitcoms).

### Actuelles
- Série à caméra unique (en) – de 2000 à 2007 et depuis 2011
- Série à multiples caméras (en) – de 2000 à 2007 et depuis 2011
- Mini-série ou téléfilm (en) – depuis 1970
- Programme non-fictionnel – depuis 1998
- Télé-réalité – depuis 2007

### Passées
- Série – de 1970 à 1999
- Série d'une demi-heure (en) – de 2008 à 2010
- Série d'une heure (en) – de 2008 à 2010
- Télévision (catégorie unique) – de 1956 à 1969
- Actualités – de 1970 à 1972
- Documentaire – de 1970 à 1972
- Effets spéciaux – seulement en 1967
- Chef opérateur de l'année (fait partie des Primetime Super Emmy Award (en)) – seulement en 1974

## Palmarès de 1956 à 1972
Nommé Cinematography for Television, et intègre des fictions (séries ou téléfilms), documentaires et talk-shows.
- 1956 : Medic (en) – William Scikner • NBC
  - Badge 714 (Dragnet) – Edward Colman • NBC
  - Private Secretary   – Robert W. Pittack • CBS
  - Four Star Playhouse, épisode The Collar – George E. Diskant • CBS
  - The Loretta Young Show (en) – Norbert Brodine • NBC
- 1957 : The Loretta Young Show (en) – Norbert Brodine • NBC
  - The 20th Century-Fox Hour (en) – Lloyd Ahern • CBS
  - Four Star Playhouse – George E. Diskant • CBS
  - General Electric Theatre – John L. Russell • CBS
  - General Electric Theatre – Robert W. Pittack • CBS
- 1958 : Bell Telephone Science Series (en) – Harold E. Wellman • CBS
  - Danny Thomas Show – Robert De Grasse • NBC
  - Goodyear Theatre – George E. Diskant • NBC
  - Have Gun Will Travel (en) – William Margulies • CBS
  - The Loretta Young Show (en) – Norbert Brodine • NBC
- 1959 : The Alphabet Conspiracy – Ellis W. Carter • NBC
  - Alcoa-Goodyear Theatre (en) – Fred Jackman • NBC
  - Have Gun, Will Travel (en) – William Margulies • CBS
  - Fireside Theater (it) – Mack Stengler • NBC
  - Maverick – Ralph Woolsey • ABC
  - Maverick – Harold Stine • ABC
- 1960 : Westinhouse-Desilu Playhouse – Charles Straumer • CBS
  - 77 Sunset Strip – Ralph Woolsey • ABC
  - The Lawless Years (en) – William Margulies • NBC
- 1961 : La Quatrième Dimension (The Twilight Zone) – George Clemens • CBS
  - La Grande Caravane (Wagon Train) – Walter Strenge • NBC
  - Outlaws (en) – William Margulies • NBC
- 1962 : Naked City – John S. Priestley • Série ABC
  - Ben Casey – Ted Voigtlander • Série ABC
  - Bonanza – Haskell Boggs et Walter Castle • Série NBC
  - La Grande Caravane (Wagon Train) – Walter Strenge • Série NBC
  - La Quatrième Dimension (The Twilight Zone) – George Clemens • Série CBS
  - Vincent Van Gogh: A Self Portrait – Guy Blanchard • Documentaire NBC
- 1963 : Naked City – John S. Priestley • ABC
  - Bell & Howell Close-Up! – William Hartigan et Edmondo Ricci • Documentaires ABC
  - Combat ! (Combat) – Robert Hauser • Série ABC
  - The DuPont Show of the Week (en) – Joe Vadala • NBC
  - Shakespeare: Soul of an Age et The River Nile – Guy Blanchard • Documentaires NBC
  - La Quatrième Dimension (The Twilight Zone) – George Clemens et Robert W. Pittack • Série CBS
- 1964 : The Kremlin – J. Baxter Peters • Documentaire NBC
  - East Side/West Side – John S. Priestley • CBS
  - Greece: The Golden Age – Bradford Kress • NBC
  - Haute Tension (Kraft Suspense Theatre) – Ellis F. Thackery • NBC
- 1965 : Twelve O'Clock High – William Spencer • ABC
  - Bonanza – Haskell Boggs et William Whitley • NBC
  - Des agents très spéciaux (The Man From U.N.C.L.E.) – Fred Koenekamp • NBC
- 1966 :
  - Régulier : Voyage au fond des mers (Voyage to the Bottom of the Sea) – Winton C. Hoch • ABC
    - Des agents très spéciaux (The Man From U.N.C.L.E.) – Fred Koenekamp • NBC
    - Bonanza – Haskell Boggs et William F. Whitley • NBC
    - Le Fugitif (The Fugitive) – Meredith M. Nicholson • ABC
    - Match contre la vie (Run For Your Life) – Lionel Lindon • NBC
    - Michelangelo: The Last Giant – Tom Priestley • NBC
    - Les Mystères de l'Ouest (The Wild, Wild West) – Ted Voigtlander • CBS

  - Spécial : Voyage au fond des mers (Voyage to the Bottom of the Sea) – L.B. Abbott et Howard Lydecker • ABC
    - Bonanza – Edward Ancona • NBC
    - Perdus dans l'espace (Lost In Space) – L.B. Abbott et Howard Lydecker • CBS
- 1967 :
  - Photographie : pas de lauréat
    - Bonanza – Haskell Boggs et William F. Whitely • NBC

  - Effets spéciaux : Au cœur du temps (The Time Tunnel) – L.B. Abbott • ABC
    - Star Trek – Darrell Anderson, Linwood G. Dunn et Joseph Westheimer • NBC
    - Voyage au fond des mers (Voyage to the Bottom of the Sea) – L.B. Abbott • ABC
- 1968 : Opération vol (It Takes A Thief) – Ralph Woolsey • ABC
  - Au cœur du temps (Time Tunnel) – Winton C. Hoch • ABC
  - Papa Schultz (Hogan's Heroes) – Gordon Avil • CBS
- 1969 : Here's Peggy Fleming – George Folsey • NBC
  - Au pays des géants (Land of the Giants) – Howard Schwartz • ABC
  - Hawaï police d'État (Hawaii Five-O) – Frank Phillips • CBS
  - Reportage spécial sur les 19e jeux olympiques d'été (19th Summer Olympic Games Special Reports) – Robert Riger • ABC

Scission entre les séries, téléfilms, documentaires et actualités.
- 1970 :
  - Série : Docteur Marcus Welby (Marcus Welby, M.D.) – Walter Strenge • ABC
    - Mission impossible (Mission: Impossible) – Al Francis • CBS
    - N.Y.P.D. (en) – Harvey Genkins • ABC

  - Téléfilm ou spécial : Ritual of Evil (en) – Lionel Lindon • NBC
    - My Sweet Charlie (en) – Gene Polito • NBC
    - L'Immortel (The Immortal), pilote – Howard R. Schwartz • ABC

  - Documentaire : Sahara: La Caravane du Sel – Thomas A. Priestley • NBC
    - First Tuesday – Ronald W. Van Nostrand • NBC

  - Actualités ou éditions spéciales : The Huntley-Brinkley Report (en) – Edward Winkle • NBC
    - The Huntley-Brinkley Report (en) – Charles W. Boyle • NBC
    - The Huntley-Brinkley Report (en) – James P. Watt • NBC
    - NBC White Paper – Chuck Austin • NBC
- 1971 :
  - Série : Les Règles du jeu (The Name of the Game) – Jack A. Marta • NBC
    - Bonanza – Ted Voigtlander • NBC
    - Docteur Marcus Welby (Marcus Welby, M.D.) – Walter Strenge • ABC

  - Téléfilm ou spécial : ex-æquo
    - Peggy Fleming at Sun Valley – Bob Collins • NBC
    - Vanished – Lionel Lindon • NBC
      - The Neon Ceiling – Edward Rosson • NBC
      - Tribes (en) – Russell L. Metty • ABC

  - Documentaire : L'Odyssée sous-marine de l'équipe Cousteau (The Undersea World of Jacques Cousteau) – Jacques Renoir • ABC
    - L'Odyssée sous-marine de l'équipe Cousteau (The Undersea World of Jacques Cousteau) – Michel DeLoire et Jacques Renoir
    - L'Odyssée sous-marine de l'équipe Cousteau (The Undersea World of Jacques Cousteau) – Philippe Cousteau
    - Wildfire! GE Monogram Series – Guy Adenis, George Apostolides, Joe Bardo-Yesko, Tony Coggans, Michael Dugan, J. Barry Herron, Robert E. Thomas, Larry Travis et James S. Wilson • NBC

  - Actualités ou éditions spéciales : CBS Evening News avec Walter Cronkite – Larry Travis • CBS
    - The Huntley-Brinkley Report (en) – Houston Hall • NBC
    - The Huntley-Brinkley Report (en) – James Watt • NBC
- 1972 :
  - Série : Columbo – Lloyd Ahern • NBC
    - Arnie (en) – Charles G. Clarke • CBS
    - Hawaï police d'État (Hawaii Five-O) – Robert L. Morrison • CBS

  - Téléfilm ou spécial : Brian's Song – Joseph Biroc • ABC
    - Duel – Jack A. Marta • ABC
    - The Snow Goose – Ray Henman • NBC

  - Documentaire : Venice Be Damned – Thomas Priestley • NBC
    - L'Odyssée sous-marine de l'équipe Cousteau (The Undersea World of Jacques Cousteau) – Jacques Renoir • ABC
    - L'Odyssée sous-marine de l'équipe Cousteau (The Undersea World of Jacques Cousteau) – Michel DeLoire • ABC
    - L'Odyssée sous-marine de l'équipe Cousteau (The Undersea World of Jacques Cousteau) – Philippe Cousteau et Michel DeLoire • ABC
    - L'Odyssée sous-marine de l'équipe Cousteau (The Undersea World of Jacques Cousteau) – Philippe Cousteau • ABC

  - Actualités ou éditions spéciales : NBC Nightly News – Lim Youn Choul et Peter McIntyre • NBC
    - CBS Evening News avec Walter Cronkite – Larry Travis • CBS
    - NBC Nightly News – Charles A. Ray • NBC
    - NBC Nightly News – Kyung Mo Lee • NBC
    - NBC Nightly News – Hoang Trong Nghia et Vo Suu • NBC
    - NBC Nightly News – Vo Huynh • NBC
    - NBC Nightly News – William Bryan • NBC

Depuis 1973 : Scission pour récompenser les séries et les téléfilms séparément.